# Graufußtölpel
Der Graufußtölpel (Papasula abbotti), auch als Abbott-Tölpel bezeichnet, ist ein seltener Seevogel aus der Familie der Tölpel. Sein einziges Brutgebiet ist die Weihnachtsinsel, eine 135 Quadratkilometer große Insel im Indischen Ozean. Graufußtölpel halten sich ganzjährig in einer Region um diese Insel herum auf.

## Beschreibung
Der Graufußtölpel erreicht eine Körperlänge von 79 Zentimeter und wiegt durchschnittlich 1.460 Gramm. Er ist in seiner allgemeinen Erscheinung schwarz und weiß. Die Augen sind schwarz. Der Schnabel ist bei  Männchen hellgrau, bei den Weibchen rosa und hat eine schwarze Spitze. Der Kopf, der Nacken und der größte Teil der Unterseite weist eine weiße Färbung auf. Die schwarzen Oberschwingen sind an den Decken weiß gefleckt.
Graufußtölpel haben einen sehr stetigen Flugschlag von etwa drei Schlägen pro Sekunde, dazwischen legen sie immer wieder längere Flugphasen ein. Wie andere Tölpel ist er auch ein Stoßtaucher.

## Lebensweise
Der Graufußtölpel brütet im tropischen Regenwald der Weihnachtsinsel auf Hochplateaus und an Westhängen. Er ist darauf angewiesen, dass nichts den direkten Anflug zu seinen Brutbäumen behindert. Er fehlt an nach Norden gerichteten Hängen, weil diese in der Monsunzeit Sturmböen besonders stark ausgesetzt sind. Seine bevorzugten Brutbäume ragen über die Wipfel anderer Bäume heraus. Häufig nutzt er Bäume der Gattung Planchonella, Syzygium, Celtis und Tristiropsis.
Die Fortpflanzungsbiologie des Graufußtölpels ist bislang noch nicht sehr gut untersucht, da die Nester schwer zugänglich sind. Die Eiablage fällt in den Zeitraum April bis Oktober mit einem Höhepunkt im Juni und Juli. Das Gelege besteht nur aus einem Ei. Die Jungvögel wachsen nur sehr langsam heran und sind bis etwa zu ihrem 230. Lebenstag auf eine Ernährung durch die Elternvögel angewiesen. Paare, die erfolgreich einen Jungvogel heranziehen, brüten deswegen in der Regel nur einmal in zwei Jahren. Insgesamt wird davon ausgegangen, dass ein Paar 9,5 Jahre benötigt, bis sie wenigsten zwei Jungvögel herangezogen haben. Die niedrige Reproduktionsrate ist darauf zurückzuführen, dass jeder vierte Nestling in den ersten vier Wochen stirbt, weil er entweder verhungert oder vom Bänderhabicht (Accipiter fasciatus) geschlagen wird. Darüber hinaus sterben zahlreiche flügge gewordene Jungvögel an Hunger, noch nicht flugerfahrene Vögel ziehen sich außerdem Verletzungen zu, wenn sie in den Baumkronen landen. Sie fallen außerdem starken Stürmen zum Opfer.

## Gefährdung
Die IUCN stuft den Graufußtölpel als stark gefährdet (endangered) ein. Als der Graufußtölpel 1892 vom US-amerikanischen Ornithologen William Louis Abbott auf der Insel Assomption im westlichen Indischen Ozean entdeckt wurde, hatte er ein größeres Verbreitungsgebiet als heute. Auf Assomption starb er infolge von Waldrodungen und durch den Guanoabbau in den 1920er oder 1930er Jahren aus. Knochenfunde auf Rodrigues und auf den Marshallinseln deuten darauf hin, dass er in früheren Jahrhunderten auch auf diesen Inseln verbreitet war. Der Name der ausgestorbenen Unterart von den Marshallinseln – Papasula abbotti costelloi – wurde 1988 von David William Steadman, Susan Schubel und Dominique Pahlavan vergeben. In Anspielung auf den Komiker Lou Costello wurde das Epitheton costelloi als Wortspiel angehängt.
Von 1965 bis 1987 war die Hauptgefährdung der Guanoabbau auf der Weihnachtsinsel. Seine Brutbäume wurden gerodet und die Lagerstätten hinterließen vielerorts kahle Stellen. 1988 vernichtete ein Zyklon ein Drittel der Brutpopulation. Ab den 1990er Jahren ging eine weitere Gefährdung von der eingeschleppten Gelben Spinnerameise aus, die einen Großteil der Jungvögel tötete.
Nach einer langwierigen Eindämmung der Ameisenplage gelang es Naturschützern den Bestand von 1900 Paaren im Jahre 1992 auf 3000 Paare im Jahre 2002 zu erhöhen.